# Universidade de Swansea
A Universidade de Swansea (em galês: Prifysgol Abertawe) no País de Gales, Reino Unido, foi fundada em 1920 como University College of Swansea.

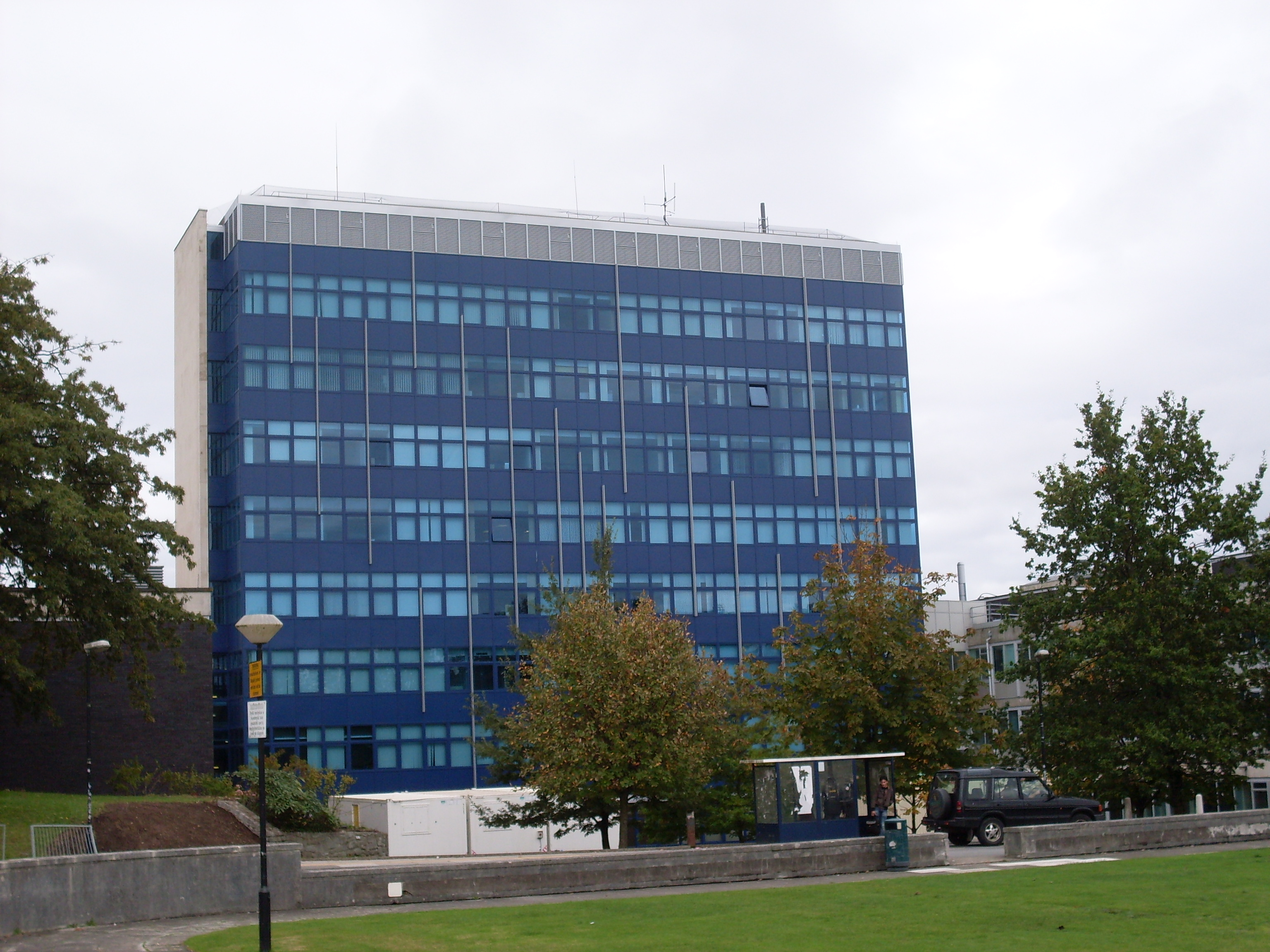
Torre Faraday.